# Teorema da projeção de fatia
Em matemática, o teorema da projeção de fatia, teorema da fatia de Fourier ou ainda teorema da fatia central em duas dimensões estabelece que os resultados dos seguintes dois cálculos são iguais:
- Tomando-se uma função bidimensional f(x,y), circularmente simétrica, projetada sobre uma linha (monodimensional), e realizando uma transformada de Fourier desta projeção.
- Tomando-se a mesma função, mas realizando uma transformada de Fourier bidimensional primeiro, e então fatiando-a através de sua origem, a qual é paralela à linha de projeção.

Em termos de operador, se
- F1 e  F2 são operadores da transformada de Fourier mono- e bidimensionais mencionados acima,
- P1 é o operador de projeção (o qual projeta uma função 2-D em uma linha 1-D) e
- S1 é o operador "fatiador" (o qual extrai uma fatia 1-D de uma função 2-D), então:

{\displaystyle F_{1}P_{1}=S_{1}F_{2}\,}
Como f(x,y) é circularmente simétrica, pode-se também escrever f(r), onde r é o raio vetor de um ponto qualquer (x,y).
Esta ideia pode ser estendida para dimensões mais altas.

## O ciclo de transformadas Abel-Fourier-Hankel
Demonstra-se que a transformada de Abel A(u), a transformada de Fourier (unidimensional) F(u) e a transformada de Hankel de ordem 0 K0(u) possuem a seguinte propriedade:
{\displaystyle {\mathcal {K}}_{0}\left\{{\mathcal {F}}\left\{{\mathcal {A}}\left\{f(r)\right\}\right\}\right\}\;=\;f(r)}
onde f(r) é uma função bidimensional circularmente simétrica. Em notação de operadores, K F A = I, onde I é o operador identidade. Essas expressões são equivalentes ao teorema de projeção de fatia em duas dimensões.
Para funções que não apresentam simetria circular, vale a relação mais genérica F2-1 F1 R = I, onde F2-1 é a transformada inversa bidimensional de Fourier e R é a transformada de Radon (bidimensional). Se escrevermos essa expressão como F1 R = F2 e compararmos com F1 P1 = S1 F2, concluímos que o operador R equivale a uma combinação de P1 e S1; ele projeta uma fatia de uma função bidimensional sobre uma linha reta.
A extensão do teorema para uma dimensão n pode ser escrita, a partir desses resultados, como F1 Rn = Fn.